# Gaoussou Diarra
Pour les articles homonymes, voir Diarra.
Gaoussou Diarra, né le 21 novembre 2002 à Bamako au Mali, est un footballeur international malien qui évolue au poste d'ailier gauche au Feyenoord Rotterdam.

## Biographie

### En club
Né à Bamako au Mali, Gaoussou Diarra est le fils d'un homme d'affaires malien et a étudié l'économie à Istanbul, rejoignant la Turquie très jeunes après avoir commencé le football dans la rue avec ses amis. Il continue à jouer au football en parallèle de ses études universitaire à Istanbul et lorsqu'il est repéré par le club d'İstanbulspor il n'a aucune expérience professionnelle mais il parvient à convaincre le club de le signer. Il arrive donc libre en août 2024 à en provenance de Tuzlaspor et rejoint une équipe d'İstanbulspor qui vient d'être relégué en deuxième division, et qui chercher à remonter directement dans l'élite.
Pour son premier match, le 26 août 2024 contre Şanlıurfaspor en championnat, il se fait remarquer en étant l'auteur de son premier but après être entré en jeu. Il participe ainsi à la victoire des siens par trois buts à zéro.
Le 4 juillet 2025, Gaoussou Diarra rejoint les Pays-Bas afin de signer en faveur du Feyenoord Rotterdam pour un contrat de quatre ans, soit jusqu'en juin 2029.
Il joue son premier match pour Feyenoord lors d'une rencontre de Ligue des Champions le 6 août 2025 face au Fenerbahçe SK. Il entre en jeu à la place de Leo Sauer et son équipe s'impose par deux buts à un.

### En sélection
En mai 2025, Gaoussou Diarra est convoqué pour la première fois avec l'équipe nationale du Mali. Le 5 juin 2025, il honore sa première sélection en entrant en jeu à la place de Kamory Doumbia lors d'un match amical face à la république démocratique du Congo. Il voit son équipe être battue (1-0 score final).